# Karl Ulmer (Lehrer)
 Karl Hermann Julius Otto Friedrich Ulmer (* 10. Februar 1811 in Treuchtlingen; † 5. Februar 1894 in München) war ein deutscher Lehrer und Schriftsteller.

## Leben
Als Sohn eines Pfarrers geboren, besuchte Ulmer das Gymnasium in Ansbach und studierte evangelische Theologie und Philologie in Erlangen und München. Während seines Studiums in Erlangen wurde er 1829 Mitglied der Burschenschaft Arminia und 1830 der Burschenschaft Teutonia, weswegen mehrere Untersuchungen gegen ihn durchgeführt wurden.
Nach seinem Studium wurde er 1833 Erster Lehrer am Neugriechischen Erziehungsinstitut in München. Seine Promotion zum Dr. phil. folgte 1836. In Petersburg arbeitete er von 1836 bis 1839 als Hauslehrer, dann als Studienlehrer bis 1853 an der Lateinschule Hersbruck und bis 1881 an der Königlichen Studienanstalt in Ansbach. 1884 lebte er im Ruhestand in München.

## Veröffentlichungen (Auswahl)
- Romanzen. Nürnberg 1843.
- Mahnrufe eines christlichen Streiters. Erlangen 1845.
- Petrus. Dramatisches Oratorium in drei Abtheilungen. Vertont von Andreas Späth. Nürnberg 1851.
- Der deutsche Satzbau. Ansbach 1868.